# Josep Sanjuan i Ibáñez
Josep Sanjuan i Ibáñez (Matadepera, 30 de juny de 1945) és un antic futbolista català de les dècades de 1960 i 1970.
Jugava de defensa lateral i central. Es formà al futbol base del Jàbac i del Terrassa FC, passant al primer equip el 1964, amb una cessió prèvia a la UE Tàrrega la temporada 1963-64. Jugà tres temporades al primer equip egarenc i el 1967 passà al CD Comtal, filial blaugrana, on jugà durant dues temporades. La temporada 1969-70 formà part de la plantilla del FC Barcelona. Un any més tard passà a jugar a l'Elx CF, on hi romangué durant tres temporades, la primera d'elles a la màxima categoria. Finalitzà la seva carrera novament al Terrassa FC, club amb el qual arribà a segona divisió. Un cop retirat exercí funcions d'entrenador, dirigint el Terrassa FC la temporada 1977-78.